# Georges Soubrier
Georges Soubrier, né le 20 novembre 1933 à Thérondels (Aveyron), est un évêque catholique français, évêque émérite de Nantes depuis 2009.

## Biographie
Il est le petit-fils d'un fromager du village de Thérondels et fils d'un cafetier de la Lacapelle-Barrès.

### Formation
Tout d'abord élève au petit séminaire de l'Immaculée Conception à Espalion, il entre ensuite au Grand séminaire de Rodez, il suit des études universitaires à Toulouse et à l'Institut catholique de Paris, obtenant des maîtrises en théologie et en philosophie.

### Principaux ministères
Ordonné prêtre en 1960 pour le diocèse de Rodez et entré chez les sulpiciens en 1961, il exerce l'essentiel de son ministère sacerdotal au service de la formation des futurs prêtres. Il passe ainsi neuf ans au séminaire interdiocésain de la région Midi, comme professeur de philosophie de 1963 à 1966, puis comme supérieur du premier cycle de 1966 à 1972. Il rejoint ensuite la région parisienne comme supérieur du deuxième cycle du séminaire Saint-Sulpice à Issy-les-Moulineaux de 1972 à 1983, puis comme supérieur du séminaire des Carmes à Paris jusqu'en 1988.
Il est nommé évêque auxiliaire de Paris en le 25 juin 1988. Il reçoit alors le titre d'évêque titulaire (ou in partibus) d'Acholla (de). Le cardinal Jean-Marie Lustiger le consacre évêque le 14 octobre 1988.  
Le 10 octobre 1996, il est nommé évêque de Nantes.
Au sein de la Conférence des évêques de France, il préside le comité Enfance-jeunesse. C'est l'un des membres de la commission éducation, vie et foi des jeunes. Il est membre de la commission pour les ministères ordonnés et les laïcs en mission ecclésiale. Il ouvre en 2008 le procès en béatification de Louis Leroy (1923-1961), missionnaire martyrisé au Laos et de quatorze autres martyrs de la période 1954-1970. Ils sont béatifiés le 11 décembre 2016 en la cathédrale de Vientiane devant six mille personnes.
Le 8 juillet 2009, le pape accepte sa renonciation pour atteinte de la limite d'âge et nomme pour le remplacer Jean-Paul James, auparavant évêque de Beauvais, aujourd’hui archevêque de Bordeaux.

## Prises de position

### Concernant les divorcés remariés
Dans un document du 13 décembre 2003, Georges Soubrier publie un document sur l'accueil des divorcés souhaitant une cérémonie religieuse, qui selon le droit canonique de l'Église ne peut être un nouveau mariage religieux, à l'occasion de leur nouveau mariage civil.

## Distinction
- Chevalier de la Légion d'honneur (15 juin 2007)

Georges Soubrier est fait Chevalier de la Légion d'honneur, au titre de son engagement dans la société civile.

## Œuvres
Il est l'auteur de nombreuses publications, la dernière étant l'ouvrage publié en juin 2009, Il y a toujours un chemin de vie.